# Edita Gruberová
Edita Gruberová, née le 23 décembre 1946 à Bratislava, alors en Tchécoslovaquie, et morte le 18 octobre 2021 à Zurich (Suisse), est une soprano colorature tchécoslovaque puis slovaque.
Vedette emblématique de l'opéra de Vienne depuis ses triomphes dans Lucia di Lammermoor et Ariane à Naxos à la fin des années 1970, Edita Gruberová déploie son grand talent dans Verdi, Mozart, Donizetti et Richard Strauss.
Elle était membre de ColineOpéra pour laquelle elle donnait fréquemment des récitals.

## Biographie

### Famille et jeunesse
Edita Gruberová est la fille unique de Gustav Gruber et d'Etelka. En 1959, elle entre dans un chœur d'enfants où elle fera la connaissance de la jeune Gabriela Beňačková. Lorsqu'elle a quinze ans, le docteur Julius Janko, pasteur à l'église protestante de Rača, prend en main son éducation musicale et lui enseigne le piano et le chant. Par la suite, elle entre au conservatoire de Bratislava, où elle suit l'enseignement de Maria Medvecká, qui lui fait aborder les airs de la Reine de la nuit dans La Flûte enchantée de Mozart.

### Les débuts
Le 18 février 1968, elle fait ses débuts sur scène, dans le rôle de Rosina du Barbier de Séville de Rossini. À l'automne, elle se produit au Théâtre du Capitole de Toulouse à l'occasion d'un concours de chant où elle remporte le troisième prix. Le 14 décembre de la même année, elle fait ses débuts en Violetta dans La Traviata de Verdi au Théâtre de Banská Bystrica, où elle est engagée de manière permanente. Elle y chante par la suite les quatre rôles féminins des Contes d'Hoffmann d'Offenbach et celui d'Eliza Doolittle dans My Fair Lady de Frederick Loewe. C'est en 1971 qu'elle s'exilera hors de la Tchécoslovaquie communiste, pour n'y revenir qu'en 1979, lors d'une tournée avec l'Opéra de Vienne.
Le 7 février 1970, elle interprète la Reine de la nuit à l'Opéra d'État de Vienne. C'est un rôle qu'elle chantera cent quarante-quatre fois, sous la direction des plus grands chefs d'orchestre (Josef Krips, Herbert von Karajan, Wolfgang Sawallisch, etc.) et qu'elle enregistrera en studio à trois reprises (avec Alain Lombard, Bernard Haitink et Nikolaus Harnoncourt). Cela ne lui ouvre cependant pas l'accès à des rôles intéressants à Vienne. On ne l'engage que pour chanter des seconds rôles comme la voix de l'Oiseau de la forêt dans Siegfried de Wagner, une modiste dans Le Chevalier à la rose de Strauss, Tebaldo dans Don Carlo de Verdi, Barbarina dans Les Noces de Figaro de Mozart, Olympia dans Les Contes d'Hoffmann d'Offenbach, et même le rôle parlé d'Ida dans La Chauve-Souris de Johann Strauss fils. Si cette période est difficile à vivre, elle lui permet cependant de ne pas brûler les étapes, de laisser sa voix se développer à un rythme raisonnable et d'être très à l'écoute de ses partenaires.
En 1973, Gruberová travaille avec Ruthilde Boesch, son nouveau professeur de chant, le rôle de Zerbinetta d'Ariane à Naxos de Strauss pour une prise de rôle à Vienne. Cette année-là, elle chante la Reine de la nuit au Festival de Glyndebourne et en concert au Royal Albert Hall de Londres. Elle interprète ensuite pour la première fois Konstanze dans L'Enlèvement au sérail de Mozart à Graz puis enregistre le rôle de Fiakermilli dans Arabella de Strauss sous la direction de Georg Solti pour une version filmée par Unitel.
Herbert von Karajan l'engage pour chanter la Reine de la nuit au Festival de Salzbourg 1974 dans une production de Giorgio Strehler, qui ne sera jamais reprise. En 1975, elle se produit pour la première fois dans un récital de Lieder, à Vienne. La mélodie avec accompagnement au piano est un genre qu'elle continue à cultiver et dans lequel elle excelle. Elle aborde ensuite le rôle-titre de Lucia di Lammermoor de Donizetti à Graz.

### Le succès
C'est le 20 novembre 1976 qu'elle obtient le premier grand triomphe de sa carrière. Karl Böhm dirige une nouvelle production d'Ariane à Naxos, dans une mise en scène de Filippo Sanjust. Il a engagé Edita Gruberová après audition, ainsi qu'une pléiade de grands chanteurs comme Gundula Janowitz, Agnes Baltsa, James King, Barry McDaniel, Erich Kunz, Walter Berry, Heinz Zednik, Georg Tichy ou Gerhard Unger. Elle restera peut-être dans l'histoire de la musique comme la plus grande Zerbinetta de tous les temps ; Karl Böhm, qui avait personnellement connu Richard Strauss, a regretté que le compositeur n'ait pas eu la chance de l'entendre.
Elle fait ses débuts au Metropolitan Opera de New York en Reine de la nuit, sous la direction de James Conlon, en janvier 1977. Très peu à l'aise en avion et dans les grandes villes modernes, elle n'y donnera qu'un peu plus de vingt représentations durant sa carrière.
En 1978, l'Opéra de l'État de Vienne monte pour elle une nouvelle production de Lucia di Lammermoor, œuvre qui n'avait pas été représentée dans la capitale autrichienne depuis la tournée légendaire du Théâtre de la Scala de Milan avec Karajan et Maria Callas en 1956. C'est à nouveau un triomphe. Le bel canto romantique prend une part de plus en plus importante dans la carrière de la chanteuse. De Donizetti, elle abordera également Lucia di Lammermoor, La Fille du régiment, Maria Stuarda, Roberto Devereux, Anna Bolena ; de Bellini, elle chantera I Capuleti e i Montecchi à Londres, sous la direction de Riccardo Muti, comme en témoigne un disque paru chez EMI, Beatrice di Tenda, I puritani. De Massenet, elle interprétera le rôle de Manon en 1982, dans une mise en scène de  Jean-Pierre Ponnelle à l'opéra de Vienne. En 1989 elle chante La traviata à Versailles à l'occasion du Bicentenaire de la Révolution.
Sa collaboration avec le chef autrichien Nikolaus Harnoncourt a été très fructueuse. Ils ont particulièrement travaillé ensemble dans le domaine mozartien et ont enregistré ensemble Lucio Silla, La finta giardiniera, Così fan tutte (pour un film de Jean-Pierre Ponnelle), Don Giovanni, La Flûte enchantée et des airs de concerts rarement interprétés.
En 1991, elle enregistre au profit de l'ONG Licht ins Dunkel (de) un album de chansons pour enfants, Children's songs of the world, comprenant 31 chansons et comptines traditionnelles de 26 pays différents.
En 2003, elle fête au Bayerische Staatsoper de Munich ses trente-cinq ans de carrière en interprétant Rosina, le rôle de ses débuts. En mai 2004, elle interprète sa deux-centième Lucia, à Berlin. En décembre 2005, c'est Zerbinetta qu'elle interprète pour la deux centième fois, à l'Opéra d'État de Vienne, dans la production qu'elle a créée en 1976. Elle se produit principalement sur les scènes lyriques de Munich, de Barcelone, de Berlin, de Vienne et donne de nombreux concerts.
En février 2008, elle aborde le rôle-titre dans Lucrezia Borgia (Donizetti) en version de concert au Liceo de Barcelone. Après 40 ans de carrière, elle y fait montre d'un tel engagement et d'une telle maîtrise technique (un pianissimo soutenu pendant 20 secondes; un suraigu final triomphant) que le public en délire déploie des banderoles avec son portrait ou des slogans tels "Edita, simply the best" et la rappelle pendant 35 minutes.
Sa prise de rôle scénique est prévue pour février 2009 à Munich.
En mai 2008, elle se produit en Italie lors de récitals de Lieder à Rome et à la Scala de Milan. Elle revient à Prague pour un récital d'airs d'opéras (de Mozart, Bellini, Donizetti) avec l'Orchestre de la Radio Tchèque. Elle termine sa saison 2007-2008 en chantant au mois de juin les rôles d'Elvira (les Puritains de Bellini) et d'Elisabetta (Roberto Devereux de Donizetti) à Munich, ainsi qu'un concert pour le championnat de football UEFA EURO 2008 à Vienne. En juillet, elle chante au Festival de Munich le rôle de Norma aux côtés d'Elīna Garanča, avec qui elle avait gravé sa dernière intégrale d'opéra chez Nightingale Classics.
Lors de la saison 2008-2009, elle se produisit au Japon, en Suisse, en Allemagne et en Espagne, après avoir repris le rôle de Zerbinetta à l'Opéra de Vienne. Elle était également membre du jury du premier concours international de chant Marcello Viotti, en septembre 2008.
Lors de ses concerts en Suisse (décembre 2008) et à Barcelone (avril 2009), elle aborda pour la première fois la grande scène de Donna Elvira (Don Giovanni de Mozart) et chanta également les airs de fureur d'Elettra (Idomeneo de Mozart), rôle qu'elle n'a jamais chanté sur scène mais qu'elle avait gravé en studio pour Decca, aux côtés de Luciano Pavarotti.
Lors de la saison 2009-2010, elle revient en France pour chanter des airs extraits d'opéras de Mozart, Bellini, Donizetti. Elle se produit également en Allemagne, en Autriche et en Belgique dans Norma, les Puritains, Lucia di Lammermoor, Lucrezia Borgia, Ariane à Naxos, Roberto Devereux.
En août 2010, elle chante Norma de Bellini au Festival de Salzbourg.
En 2011, elle reprend le rôle d'Anna Bolena de Donizetti au Gran Teatre de Liceu à Barcelone, dans une nouvelle production de Rafel Duran, sous la direction d'Andriy Yurkevych. Le 7 mai 2011, elle donne un récital d'airs d'opéras italiens au Schiller Theater de Berlin.
Sa prochaine prise de rôle est prévue en 2012 : ce sera Alaide dans La Straniera de Bellini, en version de concert à Munich puis en version scénique à Zurich, en juin 2013, dans une mise en scène de Christof Loy, ainsi qu'au Theater an der Wien en janvier 2015.
En 2011-2012, elle chante au Japon, en Hongrie, en Slovaquie, en Allemagne, en France, en Autriche, en Italie (la Scala de Milan), en République Tchèque.

### Fin de vie
Ayant mené une carrière d'une longévité exceptionnelle, elle fait ses adieux à la scène en 2019, et meurt deux ans plus tard, le 18 octobre 2021 à Zurich, où elle résidait,.

## Réception en France
Edita Gruberová a débuté en France en 1968, lors du Concours de chant de Toulouse où elle avait remporté le deuxième prix. Elle n'a chanté dans des opéras qu'à quelques reprises :
- En octobre 1976 à la Maison de la Radio à Paris dans le rôle-titre de La femme silencieuse de Richard Strauss (version de concert).
- En juillet 1982 au Festival international d'art lyrique d'Aix-en-Provence, dans La Flûte enchantée.
- En juillet 1989 à Versailles, dans La traviata, pour une production sonorisée en plein air.
- En 1994, au Palais de la Musique et des Congrès de Strasbourg, dans "Roberto Devereux" de Donizetti (version de concert).
- En 1999 à Nice, dans La Fille du régiment de Donizetti.

Ses deux seules apparitions à l'Opéra de Paris datent de 1980 à l'Opéra Garnier et de 1990 à l'Opéra de la Bastille, pour des récitals avec piano.
Elle a également donné des récitals à la Salle Pleyel, à la Salle Gaveau et au Théâtre des Champs-Élysées.
Elle chantera Norma de Bellini en version de concert en décembre 2011 à Nice, puis à Paris (Salle Pleyel), aux côtés de Sophie Koch, au profit de l'association Coline Opéra. La première représentation à Nice le 10 décembre a vu un nouveau triomphe où Edita a été rappelée à 6 reprises sur scène.

## Voix
La voix d'Edita Gruberová est extrêmement puissante et endurante dans le suraigu. Elle est particulièrement connue pour sa maîtrise technique (contrôle du souffle, vocalises rapides, sons filés jusqu'à la limite de l'audible) qui lui permet d'assurer des rôles souvent difficiles dans le domaine du bel canto romantique où elle prend des risques phénoménaux.
Elle est l'une des rares cantatrices à donner les deux contre-sol (sol5) dans le redoutable Popoli di Tessaglia! (K. 316/300b), air de concert de Mozart. Elle est aussi l'une des seules à chanter le rôle de Zerbinetta tel qu'il est écrit, c'est-à-dire avec un trille sur un aigu et surtout, dans la version première, plus longue, plus aiguë et comprenant un contre-fa #.

## Décorations
- Grand officier de l'ordre de la Double Croix Blanche
- Officier de l'ordre du Mérite autrichien
- Récipiendaire de l'ordre bavarois du Mérite
- Récipiendaire de l'ordre bavarois de Maximilien pour la science et l'art

## Discographie
Des dizaines de disques viennent documenter son art mais comme la plupart des voix très aiguës, le son enregistré semble plus petit et dur que ce qu'il est en réalité. Les meilleurs enregistrements d'un point de vue sonore sont peut-être :
- Giuseppe Verdi, Rigoletto, Orchestre de l'Académie nationale Sainte-Cécile, Giuseppe Sinopoli, Philips Classics, 1985
- Wolfgang Amadeus Mozart, Airs de concert, avec Nikolaus Harnoncourt, Teldec, 1991, en public
- Vincenzo Bellini, I puritani, Nightingale Classics, 1993, en public
- Gaetano Donizetti, Roberto Devereux, Nightingale Classics, 1994
- Gaetano Donizetti, Anna Bolena, Nightingale Classics, 1994
- Rossini : Le Barbier de Séville, 1997, Orchestre de la Radio de Munich, Ralf Weikert, 1997

En vidéo, on peut notamment conseiller :
- Wolfgang Amadeus Mozart, L'Enlèvement au sérail, Deutsche Grammophon, 1980
- Giuseppe Verdi, Rigoletto, Deutsche Grammophon, dans une mise en scène de Jean-Pierre Ponnelle, 1982
- Wolfgang Amadeus Mozart, La Flûte enchantée, Deutsche Grammophon, 1983
- Gaetano Donizetti, Roberto Devereux, Deutsche Grammophon, 2006

Une captation vidéo de la Maria Stuarda de Donizetti donnée en version de concert à Barcelone en novembre 2003 avec Edita Gruberova dans le rôle titre et Juan Diego Florez en Leicester a été réalisée par la télévision espagnole.
En novembre 2009 paraît une captation de Lucrezia Borgia filmée à Munich la même année, avec en bonus un documentaire qui a été également diffusé sur Arte en janvier 2010.